# Liste der Bürgermeister und Oberbürgermeister von Kempten (Allgäu)
Die Liste der Bürgermeister und Oberbürgermeister von Kempten zeigt sämtliche bekannten Amtsinhaber der Stadt Kempten seit 1356, die den Titel Bürgermeister oder Oberbürgermeister tragen.
Der erste Vertreter der Bürgerschaft im Kemptener Rathaus war Heinrich Schultheiß. Häufig stellten die Familien der Zunftmeister und Patrizier die Bürgermeister, zum Teil über mehrere Generationen. Die Wappen der bedeutendsten Patrizierfamilien sind am Rathausgiebel aufgemalt. Zu diesen gehören die Familien König, Seuter, Dorn, Stadtmüller, Kesel, Schmelz, Jenisch und Neubronner.
Am 16. März 2014 wurde Thomas Kiechle (CSU) im ersten Wahlgang zum Oberbürgermeister von Kempten gewählt. Sibylle Knott (Freie Wähler) ist zweite Bürgermeisterin und Josef Mayr (CSU) dritter Bürgermeister.

## Reichsstadt Kempten
| Amtszeit  | Name                          | Bemerkung |
| --------- | ----------------------------- | --- |
| 1356      | Heinrich Schultheiß           | |
| 1379      | Hans Steinbacher              | |
| 1385      | Frick Grienenberg             | |
| 1389      | Jacob Künzelmann              | Nach den Forschungen von Dr. Friedrich Konzelmann hieß Jacob Künzelmann „Jakob Conzelmann“ – und war schon 1385 Bürgermeister.                                                  |
| 1396      | Hans Holzmüller               | |
| 1410      | Heinrich Pfender              | |
| 1413      | Konrad Laufer                 | |
| 1419      | Conrad Rist                   | |
| 1421      | Frick Schellang               | |
| 1433      | Ulrich Vogt                   | |
| 1440      | Oswald Rist                   | |
| 1451      | Jerg Vogt                     | |
| 1455      | Hans Vogt                     | |
| 1456      | Hans Rist, der Ältere         | |
| 1458      | Rudolf Schellang              | |
| 1461      | Hans Mayer                    | genannt Färber |
| 1468      | Simon Erhardt                 | |
| 1470      | Veit Seiler                   | |
| 1472      | Jos Rist                      | |
| 1474      | Hans Mang                     | |
| 1476      | Steudelin                     | |
| 1481      | Reuf oder Rudolf Seutter      | |
| 1482      | Ulrich Kaufmann               | |
| 1484      | Michael Seyler                | |
| 1485      | Sylvester Rudolph             | |
| 1486      | Friedrich Grünberger          | |
| 1491      | Jerg Rist                     | |
| 1495      | Erhart Debrazhofer            | |
| 1497      | Conrad Brugschlegel           | |
| 1508      | Paul Mayer                    | |
| 1515      | Gordian Seuter                | Verhandelte 1525 für die Reichsstadt den „Großen Kauf“ mit dem Fürstabt Sebastian von Breitenstein. Seuter war einer der wichtigsten Bürgermeister des Mittelalters in Kempten. |
| 1526      | Heinrich Seltmann             | |
| 1527      | Michael Flach                 | |
| 1534      | Valentin Humelberger          | |
| 1538      | Peter Meyer                   | |
| 1546      | Caspar Zeller                 | |
| 1549      | Hans Hell                     | |
| 1551      | Hans Gufer                    | |
| 1552      | Martin Schmelz                | |
| 1556      | Jacob Meyer                   | |
| 1565      | Paul Fehr                     | |
| 1591      | Georg Flach                   | |
| 1592      | Joseph König                  | |
| 1600      | Reymund Dorn                  | |
| 1602      | Johann Lorenz Honold          | |
| 1604      | Hans Meyer                    | |
| 1609      | Tobias König                  | |
| 1618      | Leonard Bonrider              | |
| 1619      | Johanns Gufer                 | |
| 1628      | Lucas Freyberger              | |
| 1629      | Hans Ulrich Dorn              | Erbauer des Dorn-Schlössles |
| 1631      | Zacharias Jenisch             | Vertreter der Patrizierfamilie Jenisch |
| 1634      | Johannes Mayer                | |
| 1635      | Melchior Schmelz              | |
| 1646      | Wolfgang Leonhard Jenisch     | |
| 1651      | Ferdinand König               | |
| 1656      | Christoph Ludwig Lauber       | |
| 1664      | Jacob Stadtmüller             | |
| 1672      | Reymund Dorn                  | |
| 1674      | Wolfgang Jacob Jenisch        | |
| 1683      | Hieronimus Furthenbach        | |
| 1690      | Daniel Schmelz                | |
| 1698      | Jacob König                   | |
| 1703      | Johann Christoph Fels         | |
| 1710      | Johann Ulrich Stadtmüller     | |
| 1713      | Matthias Jenisch              | |
| 1725      | Johann Jacob Beusch           | |
| 1726      | Hieronimus Bartholomäus König | |
| 1727      | Johannes Schmelz              | |
| 1732      | Josef Lemer                   | |
| 1734      | Johann Jacob Jenisch          | |
| 1745      | Johann Lucas Specklin         | |
| 1752      | Caspar Ade                    | |
| 1759      | Matthias Rodach               | |
| 1762      | Abraham Wieland               | |
| 1763      | Leonhard Föhr                 | |
| 1764      | Johann Georg König            | |
| 1764      | Johann Adam Kesel             | |
| 1773      | Johan Leonhard Bogner         | |
| 1778      | Matthäus Philipp Neubronner   | Seine Familie erbaute das Rotschlößle. |
| 1785      | Johann Jacob von Jenisch      | |
| 1789      | Johann Jacob Wankmüller       | |
| 1792      | Leonhard Fehr                 | |
| 1802      | Johann Jakob von Jenisch      | |
| 1804–1807 | Leonhard Fehr                 | |
| 1807–1811 | Wolfgang Jakob Stadtmüller    | |

## Vereinigung der Reichs- und Stiftsstadt
Am 1. Februar 1811 endete die Arbeit des bisherigen reichsstädtischen Kemptener Magistrats. Die Stiftsstadt war bereits 1803 bayerischen Beamten unterstellt worden. Die ehemals verfeindeten Städte wurden durch einen kaiserlichen Befehl vereinigt und als bayerische Landstadt von einem Municipalrat verwaltet. Der königlich bayerische Stadtrichter oder Commissär und Polizeidirektor übernahm die Aufgaben der Bürgermeister. Erst ab 1818 wurden wieder Bürgermeister gewählt.
| Amtszeit  | Name                            | Bemerkung |
| --------- | ------------------------------- | --- |
| 1818–1824 | Georg Matthias von König        | |
| 1824–1830 | Leonhard Friedrich Schachenmayr | Bankier (Bankhaus Opitz) |
| 1830–1836 | Franz Heinrich Schnitzer        | |
| 1836–1842 | Heinrich Wöhrnitz               | |
| 1842–1848 | Karl Karrer                     | |
| 1848–1850 | Johann Franz Anton Schnitzer    | |
| 1851–1854 | Albert Kummer                   | |
| 1854–1873 | Sebastian Arnold                | |
| 1873–1881 | Franz Seraph Korrn              | |
| 1881–1919 | Adolf Horchler                  | parteilos |
| 1919–1942 | Otto Merkt                      | Heimatforscher und Autor über Kempten und das Allgäu. DDP, später NSDAP |
| 1942–1945 | Anton Brändle                   | NSDAP; Er rannte, kurz bevor die US-Amerikaner die Stadt Kempten besetzten, mit einem Gewehr über den Rathausplatz und floh auf dem Fahrrad als Mönch verkleidet nach Buchenberg. Auf dem Weg dorthin verhafteten ihn US-amerikanische Soldaten.   |
| 1945      | Otto Merkt                      | Kommissarisches Stadtoberhaupt vom 24. Mai 1945 bis zum 21. Juli 1945, parteilos zu dieser Zeit |
| 1945      | Alfred Weitnauer                | Ab 1937 Mitglied in der NSDAP, 1. ehrenamtlicher Bürgermeister zur Überbrückung der Zeit vom 21. Juli 1945 bis zum 3. August 1945 (14 Tage), parteilos. Wurde insbesondere wegen seiner Englischkenntnisse für das Amt eingesetzt.                 |
| 1945–1946 | Bernhard Stirnweiß              | Diente er der Kempten Stadt 45 Jahre lang, überwiegend als oberer Finanzbeamter, später als Stadtkämmerer und 13 Monate lang als von der amerikanischen Militärregierung eingesetzter Oberbürgermeister.                                           |
| 1946–1948 | Anton Götz                      | parteilos |
| 1948–1952 | Georg Volkhardt                 | parteilos |
| 1952–1970 | August Fischer                  | Einflussreicher Politiker in Kempten. Auf seine Initiative 1958 Beginn der „Altstadtsanierung“, bei der zahlreiche historische Gebäude durch Neubauten ersetzt worden sind. Ehemaliges Mitglied der NSDAP, als Stadtoberhaupt dann aber parteilos. |
| 1970–1990 | Josef Höß                       | Beeinflusste den Bau eines Beruflichen Schulzentrums, des Archäologischen Parks Cambodunum und der Hochschule Kempten, CSU |
| 1990–1996 | Wolfgang Roßmann                | SPD |
| 1996–2014 | Ulrich Netzer                   | Er trat zum 1. Mai 2014 das Amt des Präsidenten des Sparkassenverbands Bayern an. CSU |
| seit 2014 | Thomas Kiechle                  | Sohn des ehemaligen Bundesministers für Ernährung, Landwirtschaft und Forsten Ignaz Kiechle, CSU |

## Quelle
- Josef Höß (Hrsg.): Das Rathaus zu Kempten im Wandel der Geschichte. Eine Dokumentation. Allgäuer Zeitungsverlag, Kempten 1987, ISBN 3-88006-128-9.
- Franz-Rasso Böck, Ralf Lienert, Joachim Weigel: JahrhundertBlicke auf Kempten 1900–2000. Verlag Dannheimer, Kempten, 1999. ISBN 3-88881-035-3.